# Tempestaire
Les tempestaires (du latin tempestarii) sont des individus prétendant, ou passant pour, être doués du pouvoir de contrôler les phénomènes célestes (tempêtes, orages, vents, pluie, grêle, etc.) en faisant usage de la magie. Ces « faiseurs de temps » sont présents dans de nombreuses mythologies. Les premiers tempestaires de l'histoire étaient des dieux, comme Tlaloc, le dieu aztèque de la pluie et de la végétation, qui pouvait choisir d'envoyer la pluie, la foudre, la famine, la maladie ou la sècheresse aux humains. On a par la suite attribué des pouvoirs de tempestaires à divers animaux comme l'aigle blanc et le corbeau.
De tout temps, ils ont été vénérés, craints, voire haïs à cause de l'importante influence qu'ils étaient censés avoir sur l'agriculture grâce à leur pouvoir. On raconte dans certains récits qu'ils seraient allés jusqu'à s'exiler dans les nuages pour échapper à la vengeance des paysans qu'ils auraient ruinés.

## Histoire
En 319, l'empereur Constantin autorise l'activité des tempestaires à condition qu'elle n'affecte pas la production agricole, sur laquelle l’État romain prélève de lourdes taxes. Sous le règne du roi wisigoth Chindaswinth (642-653), une loi les condamne à recevoir deux cents coups de fouet et à être promenés en public le crâne rasé . Puis, les livres pénitentiels les vouent à sept ans de pénitence ou à l'excommunication.
À partir du VIIIe siècle, les tempestaires de la vallée du Rhône exercent une pression économique beaucoup trop importante sur la paysannerie car ils monnayent leur protection contre une part de la récolte. Leur activité s'apparente désormais à un racket concurrençant la dîme ecclésiastique. Il est dit qu'ils sont capables de contrôler l'endroit où tombe la grêle ou la foudre. À partir de 790, plusieurs disettes frappent le pays. Au cours de l'hiver 792-793 se produisent des cas de cannibalisme. 
En 806, l'empereur Charlemagne décide, pour prévenir la pénurie, de fixer un prix maximum pour les biens de première nécessité, ce qui va aggraver la situation des paysans, livrés aux spéculateurs. De 810 à 820, des récoltes sont mises à terre.
En 815 ou 816 semble-t-il, l'évêque de Lyon Agobard enquête sur les agissements des tempestaires de son diocèse, qui prétendent jouer le rôle d'intermédiaires auprès des redoutables créatures de la « Magonie » (pays imaginaire), sorte d'extra-terrestres censés venir, à bord de bateaux aériens, chercher leur part des fruits de la terre. Agobard rapporte ainsi comment il s'employa à mettre fin aux méfaits de ces prétendus magiciens qui, par de telles ruses, s'emparaient d'une partie des récoltes des paysans et privaient l'Église lyonnaise de la dîme. On lui amena, nous dit-il, quatre personnes (trois hommes et une femme) impliquées dans ce trafic, et qui avaient été appréhendées par des paysans pour être jugées et mises à mort. Ces individus se disaient (ou bien on les disait) tombés des vaisseaux aériens. Se faisaient-ils passer (ou les prenait-on) pour des Magoniens, ou seulement pour des tempestaires montés à leur bord pour leur apporter le butin promis ? Le texte d'Agobard ne permet pas de trancher. L'évêque de Lyon présente en tout cas ces quatre personnes comme des êtres humains ordinaires. Suggérant la nature irrationnelle du scénario (où le lecteur croit bien déceler un délire collectif ou une psychose, à moins qu'il ne s'agît, aux yeux d'Agobard, d'une machination ou d'un « règlement de comptes »), il affirme, pour conclure, qu'il fit triompher la vérité en confondant les soi-disant justiciers (et non, notons-le bien, les prétendus malfaiteurs). 
Vers le deuxième quart du IXe siècle, une note du diacre et bibliothécaire lyonnais Florus († 860) dans la marge d'un manuscrit du traité Contre Fauste le manichéen de saint Augustin (livre VI, chapitre 8), à propos du mythe manichéen (et gnostique) expliquant l'origine de la matière par la chute sur la terre des avortons des archontes, mentionne la légende « magonienne » en des termes qui montrent que Florus a lu Agobard (au service duquel il travailla), sans qu'on puisse exclure absolument qu'il ait assisté, encore enfant, au jugement des  tempestaires lyonnais (en 815/816). Florus déforme, sans doute à dessein, le nom Magonia en Maonia et y ajoute l'ethnique Maones, attesté dans d'autres sources, en l'apparentant à Manes, nom latin de l'hérésiarque Mani. Les récits concernant la Magonie et son peuple censé naviguer dans le ciel sont à ses yeux une « croyance populaire complètement stupide » (stultissima uulgi opinio) et de surcroît meurtrière puisqu'elle se traduit fréquemment par la mise à mort de prétendus tempestaires soupçonnés de complicité avec les Magoniens. Mais, la note du diacre lyonnais va plus loin en affirmant que ces fables ineptes reposent sur le vieux mythe manichéen des avortons archontiques tombés sur la terre : une filiation qui (est-il besoin de le préciser ?) nous paraît aujourd'hui dépourvue de toute vraisemblance. 
Plus tard dans le courant du Moyen Âge, on suspecta les sorcières, mais aussi certaines sortes de nains et de géants, d'ensorceler le ciel pour provoquer des gelées et des orages, et ainsi gâcher les récoltes. Un sermon de saint Bernardin de Sienne (1380-1444) montre que la croyance aux tempestaires et à un pays des nuages appelé « Magonie » était encore bien vivante dans l'Italie du XVe siècle.

### Sources
- Édouard Brasey, Des peuples de l'ombre (= Encyclopédie du merveilleux, tome III). Paris, Le Pré aux Clercs, 2006.

### Filmographie
- Stéphane Valentin, Tempestaïres et faiseurs de pluie, documentaire, 71 min, 2002 Les tempestaires dans les Pyrénées